# Gewone vlinderdoder
De gewone vlinderdoder (Lestica subterranea) is een vliesvleugelig insect uit de familie van de graafwespen (Crabronidae). De wetenschappelijke naam van de soort is voor het eerst geldig gepubliceerd in 1775 door Fabricius.